# Natation aux Jeux olympiques d'été de 1992
Navigation
Les épreuves de natation aux Jeux olympiques d'été de 1992 ont lieu à Barcelone en Espagne du 26 juillet au 31 juillet 1992.
Trente-et-une finales figurent au programme de cette compétition, 16 masculines et 15 féminines.

## Tableau des médailles
| Rang  | Pays             | Médaille d'or | Médaille d'argent | Médaille de bronze | Total |
| 1     | États-Unis       | 11            | 9                 | 7                  | 27    |
| 2     | Équipe unifiée   | 6             | 3                 | 1                  | 10    |
| 3     | Hongrie          | 5             | 3                 | 1                  | 9     |
| 4     | Chine            | 4             | 5                 | 0                  | 9     |
| 5     | Allemagne        | 1             | 3                 | 7                  | 11    |
| 6     | Australie        | 1             | 3                 | 5                  | 9     |
| 7     | Canada           | 1             | 0                 | 1                  | 2     |
| 8     | Espagne          | 1             | 0                 | 0                  | 1     |
| 9     | Japon            | 1             | 0                 | 0                  | 1     |
| 10    | Suède            | 0             | 2                 | 1                  | 3     |
| 11    | Pologne          | 0             | 1                 | 0                  | 1     |
| 12    | Brésil           | 0             | 1                 | 0                  | 1     |
| 13    | Nouvelle-Zélande | 0             | 1                 | 0                  | 1     |
| 14    | France           | 0             | 0                 | 3                  | 3     |
| 15    | Italie           | 0             | 0                 | 2                  | 2     |
| 16    | Suriname         | 0             | 0                 | 1                  | 1     |
| 17    | Finlande         | 0             | 0                 | 1                  | 1     |
| 18    | Grande-Bretagne  | 0             | 0                 | 1                  | 1     |
| Total | Total            | 31            | 31                | 31                 | 93    |

### Hommes
| Épreuves             | Or | Argent | Bronze |
| Nage libre           | | | |
| 50 m                 | Alexander Popov Équipe unifiée 21 s 91 (RO)                                                                                             | Matt Biondi États-Unis 22 s 09 | Tom Jager États-Unis 22 s 30                                                                                   |
| 100 m                | Alexander Popov Équipe unifiée 49 s 02                                                                                                  | Gustavo Borges Brésil 49 s 43 | Stephan Caron France 49 s 50                                                                                   |
| 200 m                | Yevgeniy Sadovyi Équipe unifiée 1 min 46 s 70 (RO)                                                                                      | Anders Holmertz Suède 1 min 46 s 86 | Antti Kasvio Finlande 1 min 47 s 63                                                                            |
| 400 m                | Yevgeniy Sadovyi Équipe unifiée 3 min 45 s 00 (RM)                                                                                      | Kieren Perkins Australie 3 min 45 s 76 | Anders Holmertz Suède 3 min 46 s 77                                                                            |
| 1 500 m              | Kieren Perkins Australie 14 min 43 s 48 (RM)                                                                                            | Glen Housman Australie 14 min 55 s 29 | Jörg Hoffmann Allemagne 15 min 2 s 29                                                                          |
| Papillon             | | | |
| 100 m                | Pablo Morales États-Unis 53 s 32 | Rafał Szukała Pologne 53 s 35 | Anthony Nesty Suriname 53 s 41                                                                                 |
| 200 m                | Melvin Stewart États-Unis 1 min 56 s 26 (RO)                                                                                            | Danyon Loader Nouvelle-Zélande 1 min 57 s 93                                                                                                 | Franck Esposito France 1 min 58 s 51                                                                           |
| Dos                  | | | |
| 100 m                | Mark Tewksbury Canada 53 s 98 (RO) | Jeff Rouse États-Unis 54 s 04 | David Berkoff États-Unis 54 s 78                                                                               |
| 200 m                | Martin López-Zubero Espagne 1 min 58 s 47 (RO)                                                                                          | Vladimir Selkov Équipe unifiée 1 min 58 s 87                                                                                                 | Stefano Battistelli Italie 1 min 59 s 40                                                                       |
| Brasse               | | | |
| 100 m                | Nelson Diebel États-Unis 1 min 1 s 50 (RO)                                                                                              | Norbert Rózsa Hongrie 1 min 1 s 68 | Phil Rogers Australie 1 min 1 s 76                                                                             |
| 200 m                | Mike Barrowman États-Unis 2 min 10 s 16 (RM)                                                                                            | Norbert Rózsa Hongrie 2 min 11 s 23 | Nick Gillingham Grande-Bretagne 2 min 11 s 29                                                                  |
| 4 nages              | | | |
| 200 m                | Tamás Darnyi Hongrie 2 min 0 s 76 | Gregory Burgess États-Unis 2 min 0 s 97 | Attila Czene Hongrie 2 min 1 s 00                                                                              |
| 400 m                | Tamás Darnyi Hongrie 4 min 14 s 23 (RO)                                                                                                 | Eric Namesnik États-Unis 4 min 15 s 57 | Luca Sacchi Italie 4 min 16 s 34                                                                               |
| Relais               | | | |
| 4 × 100 m nage libre | États-Unis Joe Hudepohl Matt Biondi Tom Jager Jon Olsen Shaun Jordan Joel Thomas 3 min 16 s 74                                          | Équipe unifiée Pavlo Khnykin Gennadiy Prigoda Yuri Bashkatov Alexander Popov Vladimir Pychnenko Veniamine Taïanovitch 3 min 17 s 56          | Allemagne Dirk Richter Christian Tröger Steffen Zesner Mark Pinger Andreas Szigat Bengt Zikarsky 3 min 17 s 90 |
| 4 × 200 m nage libre | Équipe unifiée Dmitry Lepikov Vladimir Pyshnenko Veniamin Tayanovich Yevgeny Sadovyi Aleksey Kudryavtsev Yury Mukhin 7 min 11 s 95 (RM) | Suède Christer Wallin Anders Holmertz Tommy Werner Lars Frölander 7 min 15 s 51                                                              | États-Unis Joe Hudepohl Melvin Stewart Jon Olsen Doug Gjertsen Scott Jaffe Dan Jorgensen 7 min 16 s 23         |
| 4 × 100 m 4 nages    | États-Unis Jeff Rouse Nelson Diebel Pablo Morales Jon Olsen David Berkoff Hans Dersch Melvin Stewart Matt Biondi 3 min 36 s 93 (RM)     | Équipe unifiée Vladimir Selkov Vassili Ivanov Pavlo Khnykin Alexander Popov Vladimir Pychnenko Vladislav Kulikov Dmitri Volkov 3 min 38 s 56 | Canada Mark Tewksbury Jonathan Cleveland Marcel Gery Stephen Clarke Tom Ponting 3 min 39 s 66                  |

### Femmes
| Épreuves             | Or                                                                                         | Argent                                                                               | Bronze                                                                                                   |
| Nage libre           |                                                                                            |                                                                                      | |
| 50 m                 | Yang Wenyi Chine 24 s 79 (RM)                                                              | Zhuang Yong Chine 25 s 08                                                            | Angel Martino États-Unis 25 s 23                                                                         |
| 100 m                | Zhuang Yong Chine 54 s 64 (RO)                                                             | Jenny Thompson États-Unis 54 s 84                                                    | Franziska van Almsick Allemagne 54 s 94                                                                  |
| 200 m                | Nicole Haislett États-Unis 1 min 57 s 90                                                   | Franziska van Almsick Allemagne 1 min 58 s 00                                        | Kerstin Kielgass Allemagne 1 min 59 s 67                                                                 |
| 400 m                | Dagmar Hase Allemagne 4 min 7 s 18                                                         | Janet Evans États-Unis 4 min 7 s 37                                                  | Hayley Lewis Australie 4 min 11 s 22                                                                     |
| 800 m                | Janet Evans États-Unis 8 min 25 s 52                                                       | Hayley Lewis Australie 8 min 30 s 34                                                 | Jana Henke Allemagne 8 min 30 s 99                                                                       |
| Papillon             |                                                                                            |                                                                                      | |
| 100 m                | Qian Hong Chine 58 s 62 (RO)                                                               | Crissy Ahmann-Leighton États-Unis 58 s 74                                            | Catherine Plewinski France 59 s 01                                                                       |
| 200 m                | Summer Sanders États-Unis 2 min 8 s 67                                                     | Wang Xiaohong Chine 2 min 9 s 01                                                     | Susie O'Neill Australie 2 min 9 s 03                                                                     |
| Dos                  |                                                                                            |                                                                                      | |
| 100 m                | Krisztina Egerszegi Hongrie 1 min 0 s 68                                                   | Tünde Szabó Hongrie 1 min 1 s 14                                                     | Lea Loveless États-Unis 1 min 1 s 43                                                                     |
| 200 m                | Krisztina Egerszegi Hongrie 2 min 7 s 06                                                   | Dagmar Hase Allemagne 2 min 9 s 46                                                   | Nicole Livingstone Australie 2 min 10 s 20                                                               |
| Brasse               |                                                                                            |                                                                                      | |
| 100 m                | Yelena Rudkovskaya Équipe unifiée 1 min 8 s 00 (RO)                                        | Anita Nall États-Unis 1 min 8 s 17                                                   | Samantha Riley Australie 1 min 9 s 25                                                                    |
| 200 m                | Kyoko Iwasaki Japon 2 min 26 s 65 (RO)                                                     | Lin Li Chine 2 min 26 s 85                                                           | Anita Nall États-Unis 2 min 26 s 88                                                                      |
| 4 nages              |                                                                                            |                                                                                      | |
| 200 m                | Lin Li Chine 2 min 11 s 65 (RM)                                                            | Summer Sanders États-Unis 2 min 11 s 91                                              | Daniela Hunger Allemagne 2 min 13 s 92                                                                   |
| 400 m                | Krisztina Egerszegi Hongrie 4 min 36 s 54                                                  | Lin Li Chine 4 min 36 s 73                                                           | Summer Sanders États-Unis 4 min 37 s 58                                                                  |
| Relais               |                                                                                            |                                                                                      | |
| 4 × 100 m nage libre | États-Unis Nicole Haislett Angel Martino Jenny Thompson Dara Torres 3 min 39 s 46 (RM)     | Chine Le Jingyi Lu Bin (nageuse) Zhuang Yong Yang Wenyi 3 min 40 s 12                | Allemagne Franziska van Almsick Daniela Hunger Simone Osygus Manuela Stellmach 3 min 41 s 60             |
| 4 × 100 m 4 nages    | États-Unis Crissy Ahmann-Leighton Lea Loveless Anita Nall Jenny Thompson 4 min 2 s 54 (RM) | Allemagne Franziska van Almsick Jana Dörries Dagmar Hase Daniela Hunger 4 min 5 s 19 | Équipe unifiée Nina Zhivanevskaya Olga Kiritchenko Natalya Meshcheryakova Elena Rudkovskaya 4 min 6 s 44 |